# Engelholm (Snesere Sogn)
Engelholm er dannet i 1701 af Kronen som en sædegård. Den hed Skovbygaard til 1775. Gården fik navnet Engelholm i 1775 af Hans Petersen efter hans hustru Inger Engel. Deres søn overtog gården; men den blev i 1825 solgt til kammerråd L.G. Cøln, der havde den i to år, inden den på grund af økonomiske problemer overgik til Rentekammeret. Siden 1830 har godset været slægtsgård fra Benjamin Wolff til i dag. Hovedgården Grevensvænge ejes også af slægten Wolff-Sneedorff.
Gården Engelholm ligger i Snesere Sogn i Næstved Kommune; adresse: Engelholm Gods I/S, Engelholmvej 3, 4733 Tappernøje. Hovedbygningen er opført i 1781-1785 og er ombygget i 1833.
Engelholm Gods I/S er på 656 hektar med Espegård, Nørreskovgård og Ellevang. I 1982 ophørte man med kvægbesætning og har nu kun land- og skovbrug.

## Ejere af Engelholm
- (1701-1775) Kronen
- (1775-1803) Hans Petersen
- (1803-1825) Peter Benedict Petersen (søn af Hans Petersen)
- (1825-1827) Ludvig Georg Cøln
- (1827-1830) Rentekammeret
- (1830-1866) Benjamin Larsen Wolff (1790-1866)
- (1866-1906) Hans Christian Theodor Benjaminsen Wolff-Sneedorff (1836-1924)
- (1906-1925) Gerner Benjaminsen Wolff-Sneedorff (1850-1931) (overtog efter sin bror)
- (1925-1956) Knud Gernersen Wolff-Sneedorff (1888-1958)
- (1956-1973) Aage Knudsen Wolff-Sneedorff (1921-2003)
- (1973-2019) Gerner Eriksen Wolff-Sneedorff (1952- ) (søn af Aages bror, Erik fra Grevensvænge)
- (2019-0000) Gerner Wolff-Sneedorff, Christine Lolk Wolff-Sneedorff, Julie Lolk Wolff-Sneedorff, Emilie Lolk Wolff-Sneedorff (interessentskab med 25% til hver af fader og tre døtre).[1]